# Эпипремнум гигантский
Эпипремнум гигантский (лат. Epipremnum giganteum) — многолетние лазящие растения, вид рода Эпипремнум (Epipremnum) семейства Ароидные (Araceae).

## Ботаническое описание
От очень большого до гигантского размера лазящее растение, достигающее длины 60 м.

### Стебли и корни
Имеет толщину стебля 1—3,5 см, междоузлия 1,5—20 см длины, разделённые заметными следами от опавших листьев. Стебель гладкий, глянцевый, тёмно-зелёный, с возрастом становится более тёмным, коричневым, от полудревесного до пробкового. Иногда появляются крепкие питающие стебли.
Корневой зажим от редкого до довольно обильного. Питающие корни часто достигают очень большой длины, от коричневого до бледно-жёлтого, мелко опушённые, позже пробковые.

### Листья
Листья равномерно распределены, но нижние часто опадающие, остальные имеет тенденцию расти группами через равные промежутки.
Черешки листьев достигают длины 33—62,5 см, 6—20 мм толщиной, от темно-зелёного до сизого цвета, гладкие, при высыхании бледно-коричневые.
Листовые пластинки тонкие, длиной 5,5—120 см, шириной 8,5—50 см, цельные, от продолговато-овальных до несколько серповидных, от слегка заострённых до острых на вершине, неравно закруглённые в основании (одна сторона от закруглённой до усечённой к другой), от толщины натянутой бумаги до кожистых, поверхность ярко-зелёная, глянцевая, с гиалиновыми краями, на открытых пространствах приобретают красноватый или желтоватый цвет. Произрастающие в тенистых лесах имеют более длинные черешки, широко разделённые листья и равномерный цвет листовой пластинки.
Жилкование густо-полосчатое. Первичные жилки 10—15(22) с каждой стороны, на расстоянии 1—1,5 см друг от друга, отклонённые от центральной жилки в сторону на угол 70—75°, часто простые или не дифференцированные от межпервичных жилок. Межпервичные жилки очень многочисленные, заметные, параллельные первичным. Жилкование более высокого порядка тесселятивное. Центральная жилка глубоко утопленная сверху, заметно приподнятая снизу; первичные жилки приподнятые с обеих сторон, также заметны в высушенном виде; жилки более высокого порядка неясны в свежих листьях и едва видимы в высушенных.

### Соцвети и цветки
Соцветие одиночное, иногда больше. Первое соцветие появляется в пазухе от полностью до частично развитого листа с хорошо развитым влагалищем.
Цветоножка 5—8 см длиной, 4—10 мм толщиной, крепкая, цилиндрическая, ярко-зелёная.
Покрывало соцветия имеет каноэ-образную форму, длиной 16—33,5 см, шириной 5,5—16 см, коротко, но сильно суженное, плоское в период цветения, снаружи зелёное, внутри от воскового сизого цвета до жёлтого, при высыхании коричневого.
Початок длиной 15,5—28,5 см, диаметром 1,5—4,5 см, сидячий, цилиндрический, прямо сужающийся к вершине, оранжевого цвета во время цветения, при высыхании коричневый.
Цветки 2,5—4 мм в диаметре. Тычинок 4; нити 1 мм длиной, 0,5 мм толщиной; пыльники узко-эллипсоидные, 2 мм длиной, 0,75—1 мм шириной. Завязь 3—10 мм длиной, 2,5—4 мм шириной, эллипсоидная, сильно сжатая в основании; семяпочек 2; область столбика 4—10 мм длиной, 1,5—4 мм шириной, трпапециодальная, крепкая, вершина сглаженная; рыльце линейное, 0,8—3 мм длиной, 0,1—0,5 мм шириной, удлинённое.

### Плоды
Имеет светло-зелёные плоды в начале, приобретающие бледно-оранжевый цвет при созревании, область столбика сильно увеличена. Семена слегка изогнутые, длиной около 5 мм, шириной 2 мм, глянцевые, бледно-коричневые.

## Распространение
Распространен в Южной и Юго-Восточной Азии — Малайзии, Сингапуре, Таиланде, Вьетнаме и других странах.
Произрастает на кварцевых, известняковых, мраморных горных отложениях и утёсах, предпочитает также насаждения масличной пальмы, используя её как основу для лазанья по стволу, на богатых железом аллювиальных почвах влажных низменных тропических лесов, на высоте 90 — 170 м над уровнем моря.